# سموگوژوو (استان اشوی‌داشکسیه)
سموگوژوو (به لهستانی: Smogorzów) یک منطقهٔ مسکونی در لهستان است که در گمینا ستوپنگتسا واقع شده‌است.